# Zwitser van het jaar
De Zwitser van het jaar wordt sinds 2002 gekozen. De Zwitser van het jaar wordt gekozen tijdens een gala-uitzending van de Zwitserse televisie. De naam van de winnaar of de winnares wordt op een rots vereeuwigd, die zich bevindt op het geografische centrum van Zwitserland, op de Älggi Alp. Personen kunnen deze titel slechts eenmaal in hun leven ontvangen.

## Lijst van Zwitsers van het Jaar
- 2002: Beat Richner voor zijn levenswerk. Beat Richner leidt intussen (2011) 5 door hem gestichte Cambodjaanse kinderziekenhuizen (Kantha Bopha I, II, IV en V in Phnom Penh, en Jayavarman VII in Siem Reap); alle behandelingen zijn gratis.
- 2003: Roger Federer. Hij won als eerste Zwitser Wimbledon en het wereldkampioenschap tennis.
- 2004: Lotti Latrous. Lotti Latrous vecht in de buitenwijken van Abidjan (Ivoorkust) voor de armsten en helpt de aan aids leidende kinderen en vrouwen in haar opvangcentrum.
- 2005: Peter Sauber. Peter Sauber kreeg de prijs voor de vele jaren dat hij met zijn team Sauber-Petronas Zwitserland vertegenwoordigde in de Formule 1.
- 2006: Köbi Kuhn. Köbi Kuhn was in 2006 trainer van de Zwitserse voetbalploeg en is een grote sympathiedrager voor de Zwitsers.
- 2007: Jörg Abderhalden. Meermaals winnaar van de belangrijkste wedstrijd van de Oerzwitserse sport Schwingen, het Eidgenössischer Schwing- und Älplerfest.
- 2008: Eveline Widmer-Schlumpf. Bondsraadslid van Zwitserland. Dit vanwege een golf van sympathie van de Zwitserse bevolking, omdat ze de indruk geeft een zeer capabele bondsraad te zijn, terwijl haar toenmalige partij (SVP/UDC) haar uit de partij heeft gezet.
- 2009: René Prêtre. Zwitsers kinderhartchirurg.
- 2010: Marianne Kaufmann en Rolf Maibach, voor hun engagement in Haïti na de aardbeving in 2010
- 2011: Didier Cuche. Didier Cuche was reeds Sporter van het Jaar 2011.